# پیرو دوتی
پیرو دوتی (انگلیسی: Piero Dotti؛ زادهٔ ۱۶ مهٔ ۱۹۳۹) بازیکن فوتبال اهل ایتالیا است.
از باشگاه‌هایی که در آن بازی کرده‌است می‌توان به باشگاه فوتبال اینتر میلان، باشگاه ورزشی لاتزیو، باشگاه فوتبال مسینا، باشگاه فوتبال ارورا پرو پاتریا ۱۹۱۹، باشگاه فوتبال ونتزیا، و باشگاه فوتبال آتالانتا اشاره کرد.